# Jorge Soto
Jorge Antonio Soto Gómez (Lima, 27 de outubro de 1971) é um ex-futebolista peruano que atuava como meio-campista. É o irmão mais novo de José Soto, com quem jogou na Seleção Peruana.
Um dos maiores jogadores da história do Sporting Cristal, Soto (conhecido por "Camelo") disputou 566 jogos e marcou 175 gols (entre 1993 e 1999, 2000 e 2003 e 2004 e 2007), que o colocam como o maior artilheiro da história dos Cerveceros.

## Carreira

### Clubes
Iniciou sua carreira em 1990, no Deportivo Municipal, onde marcou seis gols em 42 jogos. Em 1999, teve uma curta passagem pelo clube argentino Lanús.
Em fevereiro de 2000, foi contratado por empréstimo pelo Flamengo, após indicação de Paulo César Carpegiani, treinador rubro-negro à época, que o havia treinado na seleção peruana. Tornou-se, assim, o primeiro jogador peruano da história do Flamengo.
Ficou 3 meses no clube, antes de ser preterido pelo então técnico interino Carlos Cesar e não disputar nenhuma partida pelo time rubro-negro, regressando ao Sporting Cristal ainda em 2000.
| “ | "Estive três meses no Flamengo. No segundo, fui jogar a Copa Ouro com a minha seleção e fiquei fora por 25 dias. Isso irritou o treinador, que queria que eu renunciasse ao chamado da seleção do meu país. Disse a ele que não poderia fazer isso." | ” |

Após outra passagem discreta, agora no time mexicano do San Luis, Soto vestiria a camisa do Cristal pela terceira vez, em 2004. Em 2008, fez suas últimas partidas como profissional, representando Alianza Lima e FBC Melgar, sua última equipe. No entanto, a despedida oficial dos gramados veio mais de quatro anos depois de seu último jogo, em um amistoso entre Sporting Cristal e Danubio do Uruguai. Foi substituído por Renzo Sheput aos 18 minutos do primeiro tempo.

## Seleção
Jorge Soto defendeu a Seleção Peruana de Futebol durante quinze anos (1992-2007), tendo atuado em 101 partidas e marcado nove gols[carece de fontes?].
Participou de cinco edições da Copa América (1993, 1995, 1999, 2001 e 2004), além da Copa Ouro da CONCACAF de 2000, no qual o Peru esteve presente como convidado.[carece de fontes?]

### Gols
| #  | Data                    | Local    | Adversário | Gol(s) | Resultado | Competição                          |
| -- | ----------------------- | -------- | ---------- | ------ | --------- | ----------------------------------- |
| 1. | 5 de setembro de1993    | Lima     | Paraguai   | 2–2    | Empate    | Eliminatórias Copa do Mundo de 1994 |
| 2. | 6 de julho de 1997      | Lima     | Bolívia    | 2–1    | Vitória   | Eliminatórias Copa do Mundo de 1998 |
| 3. | 16 de novembro de 1997  | Lima     | Paraguai   | 1-0    | Vitória   | Eliminatórias Copa do Mundo de 1998 |
| 4. | 23 de junho de 1999     | Lima     | Venezuela  | 3-0    | Vitória   | Amistoso                            |
| 5. | 29 de junho de 1999     | Asunción | Japão      | 2-3    | Vitória   | Copa América 1999                   |
| 6. | 19 de fevereiro de 1999 | Miami    | Honduras   | 3–5    | Vitória   | Copa Ouro da CONCACAF de 2000       |
| 7. | 23 de fevereiro de 2003 | Lima     | Haiti      | 5-1    | Vitória   | Amistoso                            |
| 8. | 6 de setembro de 2003   | Lima     | Paraguai   | 4-1    | Vitória   | Eliminatórias Copa do Mundo de 2006 |
| 9. | 4 de setembro de 2004   | Lima     | Argentina  | 1–3    | Derrota   | Eliminatórias Copa do Mundo de 2006 |

- [carece de fontes?]

## Estatísticas
| Clube                      | Temporada        | Campeonato Local | Campeonato Local | Torneios Internacionais | Torneios Internacionais | Total         | Total |
| Clube                      | Temporada        | Participações    | Gols             | Participações           | Gols                    | Participações | Gols  |
| -------------------------- | ---------------- | ---------------- | ---------------- | ----------------------- | ----------------------- | ------------- | ----- |
| Deportivo Municipal · Peru | 1990             | 2                | 0                | 0                       | 0                       | 2             | 0     |
| Deportivo Municipal · Peru | 1991             | 15               | 1                | 0                       | 0                       | 15            | 1     |
| Deportivo Municipal · Peru | 1992             | 25               | 5                | 0                       | 0                       | 25            | 5     |
| Deportivo Municipal · Peru | Total            | 42               | 6                | 0                       | 0                       | 42            | 6     |
| Sporting Cristal · Peru    | 1993             | 30               | 4                | 10                      | 1                       | 40            | 5     |
| Sporting Cristal · Peru    | 1994             | 36               | 10               | 4                       | 0                       | 40            | 10    |
| Sporting Cristal · Peru    | 1995             | 39               | 8                | 10                      | 2                       | 49            | 10    |
| Sporting Cristal · Peru    | 1996             | 26               | 5                | 7                       | 0                       | 33            | 5     |
| Sporting Cristal · Peru    | 1997             | 27               | 11               | 13                      | 3                       | 40            | 14    |
| Sporting Cristal · Peru    | 1998             | 41               | 16               | 10                      | 2                       | 51            | 18    |
| Sporting Cristal · Peru    | 1999             | 16               | 7                | 6                       | 0                       | 22            | 7     |
| Sporting Cristal · Peru    | Total            | 215              | 61               | 60                      | 8                       | 275           | 69    |
| Lanús · Argentina          | 1999             | 15               | 3                | 0                       | 0                       | 15            | 3     |
| Lanús · Argentina          | Total            | 15               | 3                | 0                       | 0                       | 15            | 3     |
| Flamengo · Brasil          | 2000             | 0                | 0                | 0                       | 0                       | 0             | 0     |
| Flamengo · Brasil          | Total            | 0                | 0                | 0                       | 0                       | 0             | 0     |
| Sporting Cristal · Peru    | 2000             | 30               | 11               | 8                       | 5                       | 38            | 16    |
| Sporting Cristal · Peru    | 2001             | 43               | 18               | 10                      | 1                       | 53            | 19    |
| Sporting Cristal · Peru    | 2002             | 29               | 13               | 4                       | 0                       | 33            | 13    |
| Sporting Cristal · Peru    | 2003             | 21               | 13               | 6                       | 1                       | 27            | 14    |
| Sporting Cristal · Peru    | Total            | 123              | 55               | 28                      | 7                       | 151           | 62    |
| San Luis · México          | 2003             | 12               | 0                | 0                       | 0                       | 12            | 0     |
| San Luis · México          | Total            | 12               | 0                | 0                       | 0                       | 12            | 0     |
| Sporting Cristal · Peru    | 2004             | 34               | 12               | 7                       | 3                       | 41            | 15    |
| Sporting Cristal · Peru    | 2005             | 41               | 12               | 5                       | 0                       | 46            | 12    |
| Sporting Cristal · Peru    | 2006             | 38               | 11               | 5                       | 4                       | 43            | 15    |
| Sporting Cristal · Peru    | 2007             | 19               | 2                | 1                       | 0                       | 20            | 2     |
| Sporting Cristal · Peru    | Total            | 132              | 37               | 18                      | 7                       | 150           | 44    |
| Alianza Lima · Peru        | 2008             | 8                | 0                | 0                       | 0                       | 8             | 0     |
| Alianza Lima · Peru        | Total            | 8                | 0                | 0                       | 0                       | 8             | 0     |
| FBC Melgar · Peru          | 2008             | 16               | 2                | 0                       | 0                       | 16            | 2     |
| FBC Melgar · Peru          | Total            | 16               | 2                | 0                       | 0                       | 16            | 2     |
| Total (carreira)           | Total (carreira) | 563              | 164              | 106                     | 22                      | 669           | 186   |

### Pela Seleção
Partidas101 (36V, 28E, 37D)
Tipos de Partidas
- Amistosos: 42
- Copa America: 14
- Copa Ouro da CONCACAF: 4
- Eliminatórias da Copa do Mundo: 39
- Outros Torneios: 2

### Resumo Estatístico
|                               | Participações | Gols | Média |
| ----------------------------- | ------------- | ---- | ----- |
| Primeira Divisão              | 563           | 164  | 0,29  |
| Copas/Torneios Internacionais | 96            | 22   | 0,23  |
| Seleção Peruana               | 101           | 9    | 0,09  |
| TOTAL                         | 760           | 195  | 0,26  |

## Conquistas e Honrarias

### Títulos
Sporting Cristal
- Bicampeão Torneo Apertura - 1994 e 2003
- Tetracampeão Torneo Clausura - 1998, 2002, 2004 e 2005
- Pentacampeão Campeonato Peruano de Futebol - 1994, 1995, 1996, 2002 e 2005

### Prêmios Individuais
- 2002 - Futebolista Peruano do ano
- 2003 - Maior Goleador da história do Sporting Cristal em Torneios Internacionais (15 gols)
- 2004 - Gol Mais Bonito da Copa Libertadores 2004
- 2005 - Incluído no Clube dos Cem da FIFA[4]
- 2005 - Maior Goleador da história do Sporting Cristal (175 gols)
- 2005 - Futebolista Peruano do ano
- 2007 - Jogador com mais partidas disputadas com a camisa do Sporting Cristal (566 partidas)